# Hersheypark
Hersheypark (conocido como Hershey Park hasta el 1970) es un parque de atracciones familiar situado en Derry Township, Pensilvania, Estados Unidos de América a 24 km al este de Harrisburg, y a 153 km al oeste de Filadefia. Fundado en 1906 por Milton S. Hershey como parque de ocio para sus empleados de Hershey Chocolate Company, está gestionado y dirigido por Hershey Entertainment & Resorts Company desde 2016. El parque de atracciones ha ganado varios premios, incluido el IAAPA y el Applause Award.
El parque estrenó su primera montaña rusa en 1923, The Wild Cat, por la compañía Philadelphia Toboggan Company. En 1970 empezó un plan de reestructuración que dio lugar a nuevas atracciones, una expansión del parque y fue renombrado. Los años 70 trajeron la primera montaña rusa con una vuelta invertida en  toda la costa este, así como una torre de observación de 100 metros de altura, la Kissing Tower. A mediado de los años 80, el parque sufrió una rápida expansión. Entre 1992 y el 2008, se añadieron ocho nuevas montañas rusas y el paseo marítimo al Hersheypark water park. En 2016, el área que abarca el parque es de 45 hectáreas, contiene 70 puestos de feria y atracciones, así como un zoo llamado ZOOAMERICA - North American Wildlife Park. Se encuentra al lado del Hershey's Chocolate World, un centro de visita abierto al público que contiene tiendas, restaurante y una recreación visitable de la factoría de chocolate.

## Historia
En 1903, Milton S. Hershey, fundador de la Hershey Chocolate Company, planeó la ciudad que debía llegar a ser Hershey. En sus planes era un lugar a lo largo del arroyo Spring Creek que sería adecuado para su parque. En 1905 se construyó un pabellón en lo alto de una colina con vistas al Spring Creek y se construyó un puente sobre el arroyo. Esas tierras eran propiedad de J.H. Nissley. En febrero de 1906, Hershey compró dos extensiones de tierra cerca de Union Deposit. Para esa primavera, el equipo de baseball Hershey construyó un su terreno de juego y una tribuna. El primer partido se jugó el 5 de mayo con un resultado de 4-0 perdido ante el Felton Athletic Club. Se considera como el primer evento al aire libre en Hershey.

### Nombre
El 30 de mayo de 1906, como parte de las celebraciones del Memorial Day, formalmente Hershey abrió las puertas del parque y fue llamado Hershey Park. Las festividades incluyeron un partido de baseball, en el cual Hershey perdió 13-1 contra el Crescent Club of Harrysburg. La música fue orquestada por la recién formada Hershey Band y otros eventos se llevaron a cabo en el parque. Antes de ese momento, tuvo otros nombres no oficiales, incluyendo «Hershey's park» y «West End Park». En 1970, después de más de 60 años de operatividad, los dirigentes del parque desarrollaron un plan para transformarlo en un parque temático. Fue renombrado como Hersheypark en 1971, y opera con ese nombre desde entonces.

### Lugares de Interés y atracciones
La primera atracción fue añadida al parque en 1908, una noria Allen Herschel después llamada «Merry-go-round». Esto fue seguido en 1910 con una miniatura de Monoraild, que estuvo operativo hasta el final de la temporada 1971. El parque contaba con autos de choques desde 1926, una variedad de barcas de recreo por el arroyo Spring Creek y seis atracciones a oscuras; tres de ellas eran casas de la diversiones. El parque añadió dos atracciones para niños en 1926, The Prowler y The regurgitator, y se añadieron más de cuarenta desde entonces.

#### Montañas Rusas
El parque añadió su primera montaña rusa en 1923, The wild Cat, por el 20.º aniversario del pueblo, que estuvo operativa hasta 1945. Fue remplazada por un segunda montaña rusa de madera, Comet, en 1946. Desde entonces hasta 1996, el parque añadió seis montañas rusas, incluyendo SooperdooperLooper, en 1977, la primera montaña rusa moderna de acero en la costa este de los Estados Unidos. En 1996 Hersheypark añadió la tercera montaña rusa de madera (The wild Cat y Comet fueron las dos primeras), llamándola Wildcat, después de la original The wild cat. Desde entonces y hasta 2015, el parque añadió nueve montañas rusas más.
- Datos: Q3107826
- Multimedia: Hersheypark / Q3107826